# Peterborough (Nou Hampshire)
Peterborough és una població dels Estats Units a l'estat de Nou Hampshire. Segons el cens del 2000 tenia 5.883 habitants.

## Demografia
Segons el cens del 2000, Peterborough tenia 5.883 habitants, 2.346 habitatges, i 1.531 famílies. La densitat de població era de 60,2 habitants per km².
Dels 2.346 habitatges en un 32,6% hi vivien nens de menys de 18 anys, en un 51,5% hi vivien parelles casades, en un 11,2% dones solteres, i en un 34,7% no eren unitats familiars. En el 28,8% dels habitatges hi vivien persones soles l'11,9% de les quals corresponia a persones de 65 anys o més que vivien soles. El nombre mitjà de persones vivint en cada habitatge era de 2,37 i el nombre mitjà de persones que vivien en cada família era de 2,94.
Per edats la població es repartia de la següent manera: un 25,1% tenia menys de 18 anys, un 5% entre 18 i 24, un 24,8% entre 25 i 44, un 24,3% de 45 a 60 i un 20,7% 65 anys o més.
L'edat mediana era de 42 anys. Per cada 100 dones de 18 o més anys hi havia 77,7 homes.
La renda mediana per habitatge era de 47.381$ i la renda mediana per família de 54.375$. Els homes tenien una renda mediana de 42.178$ mentre que les dones 27.422$. La renda per capita de la població era de 26.154$. Entorn del 6,4% de les famílies i el 9,1% de la població estaven per davall del llindar de pobresa.